# Salvador Nocetti
Salvador Nocetti Ballardo (* 18. Juli 1913 in Buenos Aires; † 9. August 1986) war ein argentinisch-chilenischer Fußballspieler und -trainer. Der Mittelfeldspieler gewann als Spieler und als Trainer jeweils die chilenische Meisterschaft. 1968 bis 1969 trainierte Nocetti die chilenische Nationalmannschaft.

## Karriere

### Verein
Salvador Nocetti spielte in der Jugend des CS Barracas, bei denen er 1929 noch als Teenager debütierte. 1934 spielte er für Ferro Carril Oeste und wechselte dann in das Nachbarland Chile, wo er für den CD Santiago auflief. Durch die Fusion des Vereins mit Morning Star Sport Club spielte Nocetti fortan für den neu formierten Santiago Morning, dessen Kapitän er wurde. Im Jahr 1942 gewann das Team die Meisterschaft.

### Nationalmannschaft
Nocetti absolvierte drei inoffizielle Länderspiele für Chile im Jahr 1940.

### Trainer
Salvador Nocetti machte seinen ersten Trainerschritt 1946 direkt nach seiner aktiven Karriere bei Santiago Morning. Mit Audax Italiano gewann der Argentinier 1948 die Meisterschaft. 1950 trainierte Nocetti Universidad de Chile, wo er aufgrund schlechter Ergebnisse nur kurz blieb, 1954 América de Rancagua, die dann zu O’Higgins fusionierten, und ab 1967 erneut Santiago Morning. 1968 wurde Nocetti Trainer der chilenischen Nationalmannschaft. Er führte La Roja durch die Qualifikation für die Weltmeisterschaft 1970, allerdings konnte sich das Team nicht für das Endturnier in Mexiko qualifizieren. 1979 trainierte Nocetti noch einmal Santiago Morning.

## Erfolge

### Spieler
Santiago Morning
- Chilenischer Meister: 1942

### Trainer
Audax Italiano
- Chilenischer Meister: 1948